# Xisheng jing
Das Xisheng jing (chinesisch 西昇經 / 西升经, Pinyin Xīshēng jīng, W.-G. Hsi-sheng Ching, englisch Scripture of Western Ascension – „Schrift von der Westlichen Himmelfahrt“) ist ein daoistischer Text aus dem späten 5. Jahrhundert. Das Xisheng jing berichtet über die daoistische Lehre, die Laozi dem Yin Xi überlieferte, bevor er westwärts nach Indien ging.
Das Entstehungsdatum des Xisheng jing ist ungewiss, es wird auf das "späte 5. Jahrhundert" (Kohn 2007:1114) oder "6. Jahrhundert" (Komjathy 2004:52) geschätzt.
Der Daoistische Kanon (Daozang) enthält zwei Ausgaben aus der Zeit der Song-Dynastie (DZ 726 und 666): das Xisheng jing jizhu 西昇經集注 „Gesammelte Kommentare zur Schrift von der Westlichen Himmelfahrt“ von Chen Jingyuan († 1094) und das Xisheng jing von Kaiser Huizong 徽宗 (reg. 1100–1125). 
Das Werk wurde von Livia Kohn ins Englische übersetzt.